# Liste de peintures d'Angelica Kauffmann
Cette page fournit une liste chronologique de peintures d'Angelica Kauffmann (1741-1807).

## Séjour à Rome (1763-1766)
| Image | Thème        | Titre                                                             | Date        | Technique       | Dimensions   | Lieu de Conservation                            | Référence            |
| ----- | ------------ | ----------------------------------------------------------------- | ----------- | --------------- | ------------ | ----------------------------------------------- | -------------------- |
|       | Portrait     | Une femme en robe napolitaine                                     | 1762-1764   | huile sur toile | 168 × 127 cm | Saltram (Devon)                                 | National Trust       |
|       | Biblique     | Sibylle de Cumes (d'après Le Dominiquin)                          | vers 1763   | huile sur toile | 98 × 127 cm  | National Museum of Women in the Arts Washington | Google arts          |
|       | Religieux    | L'Engagement mystique de sainte Catherine (d'après Le Corrège)    | 1763-1764   | huile sur toile | 98 × 127 cm  | Collection privée Dépôt au Musée du Vorarlberg  | Musée                |
|       | Portrait     | John Campbell, 4e comte et 1er marquis de Breadalbane (1762-1834) | années 1760 | huile sur toile | 91 × 71 cm   | Collection privée Vente Christie's 2011         | Catalogue Christie's |
|       | Portrait     | Portrait de Winckelmann                                           | 1764        | huile sur toile | 97 × 71 cm   | Kunsthaus Zürich                                | Musée                |
|       | Portrait     | David Garrick (1717-1779)                                         | 1764        | huile sur toile | 84 × 69 cm   | Burghley House, Stamford                        | Collection           |
|       | Autoportrait | Autoportrait musicienne                                           | vers 1764   | huile sur toile | 89 × 69 cm   | Saltram (Devon)                                 | National Trust       |
|       | Portrait     | John Parker, plus tard 1er baron Boringdon (1734 / 5-1788)        | vers 1764   | huile sur toile | 76 × 63 cm   | Saltram (Devon)                                 | National Trust       |
|       | Portrait     | John Morgan (1735-1789)                                           | 1764        | huile sur toile | 144 × 108 cm | National Portrait Gallery, Washington           | Musée                |

## À Londres (1766-1782)
| Image | Thème          | Titre | Date                                   | Technique        | Dimensions            | Lieu de Conservation                            | Référence                   |
| ----- | -------------- | --- | -------------------------------------- | ---------------- | --------------------- | ----------------------------------------------- | --------------------------- |
|       | Portrait       | Mme Hugh Morgan et sa fille | 1766-1776                              | huile sur toile  | 63 × 76 cm            | Art Institute of Chicago                        | Musée                       |
|       | Portrait       | Edmund Bastard (1758-1816), enfant | vers 1766                              | huile sur toile  | 58 × 48 cm            | Saltram (Devon)                                 | National Trust              |
|       | Portrait       | Trois enfants, probablement Lady Georgiana Spencer future duchesse du Devonshire, Lady Henrietta et George, vicomte Althrop                                    | après 1766                             | huile sur toile  | 113 × 145 cm          | Collection privée Vente Sotheby's 2019          | Catalogue Sotheby's         |
|       | Portrait       | Sir Joshua Reynolds (1723-1792) | 1767                                   | huile sur toile  | 127 × 102 cm          | Saltram (Devon)                                 | National Trust              |
|       | Portrait       | Augusta, Duchesse de Brunswick, avec son fils | 1767                                   | huile sur toile  | 272 × 181 cm          | Royal Collection                                | Collection                  |
|       | Portrait       | Femme en robe turque | 1767                                   | huile sur toile  | 62 × 49 cm            | Musée d'art de Saint-Louis                      | Musée                       |
|       | Autoportrait   | Autoportrait au crayon à dessin | vers 1768                              | huile sur toile  | 61 × 43 cm            | Collection privée                               | Museum Kunstpalast          |
|       | Mythologie     | Hector prenant congé d'Andromaque | Exposé à la Society of Artists en 1768 | huile sur toile  | 157 × 210 cm          | Saltram (Devon)                                 | National Trust              |
|       | Mythologie     | Pénélope décrochant l'arc d'Ulysse | Exposé à la Society of Artists en 1768 | huile sur toile  | 127 × 111 cm          | Saltram (Devon)                                 | National Trust              |
|       | Mythologie     | Vénus montre le chemin de Carthage à Énée et Achate | Exposé à la Society of Artists en 1768 | huile sur toile  | 127 × 112 cm          | Saltram (Devon)                                 | National Trust              |
|       | Mythologie     | Ulysse découvre Achille | Exposé à la Society of Artists en 1769 | huile sur toile  | 135 × 178 cm          | Saltram (Devon)                                 | National Trust              |
|       | Histoire       | Vortigern, roi d'Angleterre, amoureux de Rowena au Banquet du général saxon Hengist                                                                            | Exposé à la Royal Academy en 1769-1770 | huile sur toile  | 154 × 215 cm          | Saltram (Devon)                                 | National Trust              |
|       | Histoire       | Cléopâtre décore la tombe de Marcus Antonius | 1769-1770                              | huile sur toile  | 126 × 102 cm          | Burghley House Collection Stamford              | Museum Kunstpalast          |
|       | Portrait       | Johann Heinrich Hampe (1693-1779) | vers 1770                              | huile sur toile  | 70 × 57 cm            | Gemäldegalerie (Berlin)                         | Musée digital de Westphalie |
|       | Mythologie     | Bacchante | vers 1770                              | huile sur toile  | 77 × 64 cm            | Siegerlandmuseum, Siegen                        | Musée                       |
|       | Histoire       | Entretien entre Edgar et Elfrida après son mariage avec Athelwold                                                                                              | Exposé à la Royal Academy en 1770-1771 | huile sur toile  | 154 × 215 cm          | Saltram (Devon)                                 | National Trust              |
|       | Portrait       | Elizabeth Kerr, née Fortescue marquise de Lothian | vers 1770                              | huile sur toile  | 77 × 64 cm            | Clark Art Institute, Williamstown               | Musée Catalogue Bonhams     |
|       | Portrait       | Autoportrait | 1770-1775                              | huile sur toile  | 74 × 61 cm            | National Portrait Gallery, Londres              | Musée                       |
|       | Portrait       | Sir John Cullum, 6e Bt | 1770-1775                              | huile sur toile  | 74 × 63 cm            | St Edmundsbury Borough Council Heritage Service | VADS                        |
|       | Mythologie     | Oreste et Iphigénie à Tauris | 1771                                   | huile sur toile  | 90 × 69 cm            | Collection privée Vente Sotheby's 2005          | Catalogue Invaluable        |
|       | Littéraire     | Renaud et Armide | 1771                                   | huile sur toile  | 131 × 153 cm          | Yale Center for British Art New Haven           | Musée                       |
|       | Portrait       | Anne Loudoun, Lady Henderson de Fordell | 1771                                   | huile sur toile  | 128 × 103 cm          | Musée Angelika Kauffmann Schwarzenberg          | Musée                       |
|       | Portrait       | L'Avocat et homme politique irlandais Philip Tisdall (1703-1777)                                                                                               | vers 1771                              | huile sur toile  | 92 × 72 cm encadré    | Collection privée Vente Dorotheum 2014          | Catalogue Dorotheum         |
|       | Portrait       | Mary Tisdal lisant | 1771-1772                              | huile sur toile  | 64 × 77 cm            | Joslyn Art Museum, Omaha                        | Musée                       |
|       | Portrait       | La Famille du Comte de Gower | 1772                                   | huile sur toile  | 151 × 210 cm          | National Museum of Women in the Arts Washington | Musée                       |
|       | Portrait       | Jemima Ord jouant de la lyre dans un paysage | vers 1772                              | huile sur toile  | 127 × 102 cm          | Collection privée Vente Christie's 2006         | Catalogue Invaluable        |
|       | Scène de genre | L’amusement matinal de la broderie | 1773                                   | huile sur toile  | 74 × 63 cm            | Moscou, Musée Pouchkine                         | Akg Images                  |
|       | Portrait       | Frances Ann Acland, Lady Hoare (1735 / 6-1800) | vers 1773                              | huile sur toile  | 126 × 100 cm          | Stourhead, Wiltshire                            | National Trust              |
|       | Mythologie     | Pénélope sacrifiant à Minerve pour le retour sain et sauf de son fils, Télémaque                                                                               | 1774                                   | huile sur toile  | 150 × 126 cm          | Stourhead, Wiltshire                            | National Trust              |
|       | Mythologie     | Ariane abandonnée par Thésée | 1774                                   | huile sur toile  | 64 × 91 cm            | Musée des beaux-arts de Houston                 | Musée                       |
|       | Portrait       | Lady Georgiana, Lady Henrietta Frances et George John Spencer, Vicomte Althorp                                                                                 | 1774                                   | huile sur toile  |                       | Althorp Collection, England                     | Site Sotheby's              |
|       | Mythologie     | Hector appelant Pâris au combat | 1775                                   | huile sur toile  | 137 × 178 cm          | Musée de l'Ermitage, Saint-Petersbourg          | Musée                       |
|       | Mythologie     | Une Sibylle d'après Le Guerchin | 1775                                   | huile sur toile  | 125 × 94 cm           | Collection privée Vente Sotheby's 2014          | Catalogue Sotheby's         |
|       | Mythologie     | Papirius Praetextatus supplié par sa mère de dévoiler les secrets des délibérations du Sénat romain                                                            | 1775                                   | huile sur toile  | 63 × 63 cm            | Musée d'art de Denver                           | Musée                       |
|       | Portrait       | Lieutenant-général James Cuningham | vers 1775                              | huile sur toile  | 183 × 122 cm          | Philadelphia Museum of Art                      | Musée                       |
|       | Portrait       | Portrait de femme en vestale | après 1775                             | huile sur toile  | 60 × 41 cm            | Musée Thyssen-Bornemisza, Madrid                | Musée                       |
|       | Mythologie     | Éléonore suce le poison de la blessure de son mari, le roi Édouard Ier                                                                                         | 1776                                   | huile sur toile  |                       | collection privée du Vorarlberg                 | Musée                       |
|       | Portrait       | Edward Smith-Stanley (12e comte de Derby) (1752–1834) avec sa première femme Lady Elizabeth Hamilton (1753-1797) et leur fils Edward Smith Stanley (1775–1851) | vers 1776                              | huile sur toile  | 127 × 102 cm          | Metropolitan Museum, New York                   | Musée                       |
|       | Portrait       | John Simpson, le père de Maria Susanna Lady Ravensworth | 1773                                   | huile sur toile  | 127 × 102 cm          | Österreichische Galerie Belvedere               | Musée                       |
|       | Portrait       | John Simpson | vers 1777                              | huile sur toile  | 74 × 61 cm            | National Portrait Gallery (Royaume-Uni)         | Musée                       |
|       | Scène          | Insane Maria pendant du Moine de Calais | après 1777                             | huile sur toile  | 65 × 65 cm            | Musée de l'Ermitage, Saint-Petersbourg          | Musée                       |
|       | Scène          | Le Moine de Calais pendant d'Insane Maria | après 1777                             | huile sur toile  | 65 × 65 cm            | Musée de l'Ermitage, Saint-Petersbourg          | Musée                       |
|       | Allégorie      | Immortalité Peut-être la version exposée à la Royal Academy | 1778                                   | huile sur toile  | 91 × 70 cm            | Collection privée Vente Dreweatts 2010          | Catalogue Invaluable        |
|       | Mythologie     | Zeuxis choisissant des modèles pour sa peinture d’Hélène de Troie                                                                                              | 1778 (date conjecturale)               | huile sur toile  | 79 × 110 cm           | Providence, Brown University                    | Utpictura18                 |
|       | Allégorie      | La Couleur Série de quatre tableaux représentant les «Éléments de l'art»                                                                                       | 1778-1780                              | huile sur toile  | 126 × 148 cm          | Royal Academy, Londres                          | Académie                    |
|       | Portrait       | William Heberden le jeune enfant (1767-1845) | 1779                                   | huile sur toile  | 61 × 51 cm            | Collection privée Vente Sotheby's 2019          | Catalogue Sotheby's         |
|       | Mythologie     | Calypso appelle le ciel et la terre à témoigner de sa sincère affection pour Ulysse                                                                            | vers 1779                              | huile sur toile  | 168 × 122 cm          | Collection privée Vente Christie's 2007         | Catalogue Christie's        |
|       | Allégorie      | La Paix conjugale | vers 1779                              | huile sur toile  | 75 × 63 cm avec cadre | Collection privée Vente Dorotheum 2019          | Catalogue Dorotheum         |
|       | Littéraire     | La Séparation d'Abélard et d'Héloïse | avant 1780                             | huile sur toile  | 65 × 65 cm            | Saint-Pétersbourg, Musée de l'Ermitage          | Musée                       |
|       | Portrait       | Portrait de jeune femme | 1781                                   | huile sur toile  | 130 × 102 cm          | Maison de Goethe (Francfort-sur-le-Main)        | Musée                       |
|       | Littéraire     | Le Jugement de Pâris | vers 1781                              | huile sur toile  | 80 × 101 cm           | Musée d'Art de Ponce, Porto Rico                | Musée                       |
|       | Mythologie     | Diane et ses nymphes au bain | 1778-1782                              | huile sur toile  | 66 × 66 cm            | Musée national d'Australie-Méridionale Adélaïde | Musée                       |
|       | Littéraire     | Cimon et Iphigénie | vers 1780                              | huile sur toile  | 61 × 61 cm            | Gibbes Museum of Art, Charleston                | Musée                       |
|       | Allégorie      | La Beauté, guidée par la raison, déplace les tentations de la folie                                                                                            | vers 1780                              | huile sur toile  | 65 × 65 cm            | Musée d'Art d'Estonie, Tallin                   | Musée                       |
|       | Allégorie      | La Beauté guidée par la Prudence et couronnée par la Perfection                                                                                                | vers 1780                              | huile sur toile  | 65 × 65 cm            | Musée d'Art d'Estonie, Tallin                   | Musée                       |
|       | Portrait       | Dame traditionnellement identifiée comme Lady Hervey | vers 1770                              | huile sur toile  | 74 × 58 cm            | Yale Center for British Art, New Haven          | Musée                       |
|       | Portrait       | Un homme appelé Sir Robert Hervey | vers 1780                              | huile sur toile  | 74 × 58 cm            | Yale Center for British Art, New Haven          | Musée                       |
|       | Mythologie     | Une nymphe dirige son arc sur un jeune homme | vers 1780                              | huile sur cuivre |                       | Victoria and Albert Museum Londres              | Musée                       |
|       | Mythologie     | La Nymphe endormie, observée par un berger | vers 1780                              | huile sur cuivre | 45,72 × 52 cm         | Victoria and Albert Museum Londres              | Musée                       |
|       | Portrait       | Autoportrait | 1780-1785                              | huile sur toile  | 76 × 63 cm            | Musée de l'Ermitage, Saint-Pétersbourg          | Musée                       |
|       | Portrait       | Autoportrait en costume traditionnel de Bregenzerwald | 1781                                   | huile sur toile  | 76 × 63 cm            | Musée d'art populaire tyrolien, Innsbruck       |                             |
|       | Portrait       | Portrait d'une dame en Sibylle | 1781-1782                              | huile sur toile  | 91 × 72 cm            | Gemäldegalerie Alte Meister, Dresde             | Musée                       |
|       | Portrait       | Portrait de femme ou Autoportrait en vestale | 1781-1782                              | huile sur toile  | 91 × 71 cm            | Gemäldegalerie Alte Meister, Dresde             | Musée                       |
|       | Mythologie     | Ariane abandonnée | avant 1782                             | huile sur toile  | 88 × 70 cm            | Gemäldegalerie Alte Meister, Dresde             | Musée                       |
|       | Portrait       | Portrait d'Eleanor, comtesse de Lauderdale | 1780-1781                              | huile sur toile  | 76 × 63 cm            | musée des beaux-arts de Houston                 | Musée                       |
|       | Portrait       | La Soprano Sarah Harrop (Mme Bates) en muse | 1780-1781                              | huile sur toile  | 142 × 121 cm          | musée d'Art de l'université de Princeton        | Musée                       |
|       | Portrait       | Mary Walsh, Mme Ralph Clavering | 1780-1785                              | huile sur toile  | 73 × 61 cm            | Oxburgh Hall, Norfolk                           | National Trust              |

## Installation à Rome en 1782
| Image | Thème        | Titre | Date                                   | Technique                        | Dimensions                               | Lieu de Conservation                                       | Référence               |
| ----- | ------------ | --- | -------------------------------------- | -------------------------------- | ---------------------------------------- | ---------------------------------------------------------- | ----------------------- |
|       | Littéraire   | Télémaque et les nymphes de Calypso | 1782                                   | huile sur toile                  | 83 × 112 cm                              | Metropolitan Museum, New York                              | Musée                   |
|       | Littéraire   | Le Chagrin de Télémaque | 1782                                   | huile sur toile                  | 83 × 114 cm                              | Metropolitan Museum, New York                              | Musée                   |
|       | Portrait     | Johann Friedrich Reiffenstein (1719–1793) | 1782-1793                              | huile sur toile                  | 63 × 51 cm                               | Collection privée Vente Sotheby's 2017                     | Catalogue Sotheby's     |
|       | Littéraire   | Cephise et son amant découvrent Cupidon endormi dans les bois d'Idalia                                                                          | 1782                                   | huile sur toile                  | 62 × 41 cm                               | Gemäldegalerie (Berlin)                                    | Musée                   |
|       | Littéraire   | Cephise coupe les ailes de Cupidon endormi | 1782                                   | huile sur toile                  | 62 × 41 cm                               | Gemäldegalerie (Berlin)                                    | Musée                   |
|       | Allégorie    | L'Artiste dans le personnage du Dessin recueillant l'inspiration de la Poésie                                                                   | 1782                                   | huile sur toile                  | 61 × 61 cm                               | English Heritage Kenwood House, Londres                    | ArtUK                   |
|       | Allégorie    | Miranda et Ferdinand La Tempête (Shakespeare)                                                                                                   | 1782                                   | huile sur toile                  | 35 × 45 cm                               | Österreichische Galerie Belvedere                          | Musée                   |
|       | Portrait     | Portrait de la famille de Ferdinand IV | 1782-1783                              | huile sur toile                  | 310 × 426 cm                             | Naples, Musée de Capodimonte                               | Beniculturali           |
|       | Portrait     | Maria Wirtemberska née Czartoryska | 1782-1783                              | huile sur toile                  |                                          | château de Łańcut, Pologne                                 | historia poszukaj       |
|       | Mythologie   | Immortalia, la nymphe de l'immortalité, reçoit les listes de noms de deux cygnes Pendant de Sylvia                                              | vers 1783                              | huile sur toile                  | 82 × 62 cm marouflée sur bois avec cadre | Collection privée Vente Dorotheum 2019                     | Catalogue Dorotheum     |
|       | Mythologie   | Silvia, se parant de fleurs, regardée par Daphné Pendant d'Immortalia                                                                           | vers 1783                              | huile sur toile                  | 82 × 62 cm marouflée sur bois avec cadre | Collection privée Vente Dorotheum 2019                     | Catalogue Dorotheum     |
|       | Portrait     | Portrait de Krystyna Potocka arrosant des fleurs sur la tombe de sa mère                                                                        | 1783-1784                              | huile sur toile                  | 155 × 113 cm                             | Palais de Wilanów, Varsovie                                | Beniculturali           |
|       | Portrait     | Autoportrait | 1784                                   | huile sur toile                  | 65 × 51 cm                               | Munich, Neue Pinakothek                                    | Musée                   |
|       | Portrait     | Duc di Chiesi, fils de Livio Erba-Odascalchi duc di Bracciano et de Vittoria Corsini                                                            | 1784                                   | huile sur toile                  | 61 × 50 cm                               | Collection privée Vente Sotheby's 2008                     | Catalogue Sotheby's     |
|       | Portrait     | Autoportrait au buste de Minerve | vers 1784                              | huile sur toile                  | 93 × 76 cm                               | Bündner Kunstmuseum, Coire, Suisse                         | Kultur on line          |
|       | Histoire     | Virgile écrit son épitaphe à Brindisi | 1785                                   | huile sur toile                  | 99 × 126 cm                              | Carnegie Museum of Art, Pittsburg                          | Musée                   |
|       | Mythologie   | Cérès | 1785                                   | huile sur toile                  |                                          | Collection privée dépôt au Musée du Vorarlberg             | Musée                   |
|       | Portrait     | Portrait présumé de Karl Leberecht | 1785                                   | huile sur toile                  | 76 × 64 cm                               | Musée de l'Ermitage, Saint-Petersbourg                     | Musée                   |
|       | Histoire     | Pline le jeune et sa mère à Misenum | 1785                                   | huile sur toile                  | 103 × 127 cm                             | Musée d'Art de l'université de Princeton                   | Musée                   |
|       | Portrait     | Jeune femme peut-être Anna Charlotta Dorothea von Medem Duchesse de Courland (1761-1821)                                                        | 1785                                   | huile sur toile                  | 77 × 63 cm ovale                         | Collection privée Vente Sotheby's 2009                     | Catalogue Sotheby's     |
|       | Histoire     | Cornelia, mère des Gracques désignant ses enfants comme ses trésors                                                                             | vers 1785                              | huile sur toile                  | 102 × 127 cm                             | Virginia Museum of Fine Arts, Richmond                     | Musée                   |
|       | Portrait     | Lady Elizabeth Christiana Hervey, Lady Elizabeth Foster plus tard duchesse du Devonshire (1759-1824)                                            | 1785-1787                              | huile sur toile                  | 127 × 102 cm                             | Ickworth, Suffolk                                          | National Trust          |
|       | Portrait     | La Comtesse Lucia Memmo Mocenigo (1770-1854) | 1786                                   | huile sur toile                  | 63 × 52 cm                               | Collection privée Vente Christie's 2013                    | Catalogue Christie's    |
|       | Portrait     | Portrait de la baronne de Krüdener | 1786                                   | huile sur toile                  | 63 × 52 cm                               | Musée du Louvre                                            | Louvre Lens             |
|       | Portrait     | Comte Peter Martynovich Skavronsky | 1786                                   | huile sur toile                  | 76 × 64 cm                               | Musée Pouchkine, Moscou                                    | Musée                   |
|       | Portrait     | Prince Henryk Lubomirski en Cupidon | 1786                                   | huile sur toile                  |                                          | Galerie d'art de Lviv                                      | Bidgeman                |
|       | Portrait     | Ulysse et Circé | 1786                                   | huile sur toile                  |                                          | Charlottesville University of Virginia                     | Utpictura18             |
|       | Mythologie   | Ulysse trouve Achille parmi les filles de Lycomède                                                                                              | 1786-1789                              | huile sur papier collé sur toile | 20 × 25 cm                               | Galerie nationale de Finlande                              | Musée                   |
|       | Portrait     | Autoportrait | 1787                                   | huile sur toile                  | 112 × 87 cm                              | Hatchlands Park, Surrey                                    | National Trust          |
|       | Portrait     | Autoportrait en muse de la peinture | 1787                                   | huile sur toile                  | 128 × 93 cm                              | Musée des Offices, Corridor Vasari Florence                | Web Gallery             |
|       | Portrait     | Johann Wolfgang von Goethe | 1787                                   | huile sur toile                  | 64 × 52 cm                               | Goethe-Nationalmuseum, Weimar                              | National museum-digital |
|       | Portrait     | Joseph Johann comte Fries | 1787                                   | huile sur toile                  | 128 × 102 cm                             | Musée de Vienne                                            | Google arts             |
|       | Littéraire   | Virgile lisant l'Énéide à Auguste et Octavie | 1788                                   | huile sur toile                  | 123 × 159 cm                             | Musée de l'Ermitage, Saint-Petersbourg                     | Musée                   |
|       | Portrait     | Portrait de la comtesse Anna Protassova avec ses nièces                                                                                         | 1788                                   | huile sur toile                  | 123 × 159 cm                             | Musée de l'Ermitage, Saint-Petersbourg                     | Musée                   |
|       | Littéraire   | Valentin, Protée, Sylvie et Giulia dans la forêt (Scène de "Les Deux Gentilshommes de Vérone")                                                  | 1788                                   | huile sur toile                  | 223 × 159 cm                             | Musée Davis, Wellesley College                             | Google arts             |
|       | Littéraire   | Diomède et Cressida (extrait de «Troilus et Cressida» de William Shakespeare, Acte V, scène II)                                                 | 1789                                   | huile sur toile                  | 158 × 222 cm                             | Petworth, West Sussex                                      | National Trust          |
|       | Portrait     | La Duchesse de Saxe-Weimar-Eisenach | 1789                                   | huile sur toile                  |                                          | Weimar, Klassik Stiftung                                   | AKResearch Project      |
|       | Portrait     | Comtesse Catherine Skavronska | 1789                                   | huile sur toile                  | 158 × 122 cm                             | Germanisches Nationalmuseum, Nuremberg                     | Musée                   |
|       | Mythologie   | Vénus persuadant Hélène d'aimer Pâris | 1790                                   | huile sur toile                  | 102 × 128 cm                             | Saint-Pétersbourg, musée de l'Ermitage                     | Musée                   |
|       | Mythologie   | Flore | 1790                                   | huile sur toile                  |                                          | Collection privée dépôt au Musée du Vorarlberg             | Musée                   |
|       | Portrait     | Anna Maria Jenkins et Thomas Jenkins | 1790                                   | huile sur toile                  | 129 × 95 cm                              | National Portrait Gallery, Londres                         | Musée                   |
|       | Portrait     | Marie Thérèse comtesse Meerfeld, née Comtesse Dietrichstein                                                                                     | vers 1790                              | huile sur toile                  | 66 × 50 cm                               | Österreichische Galerie Belvedere                          | Musée                   |
|       | Portrait     | Peut-être Franciszka Krasińska, duchesse de Courlande                                                                                           | vers 1790                              | huile sur toile                  | 63 × 49 cm ovale                         | National Gallery of Art Washington                         | Musée                   |
|       | Portrait     | Le Capitaine Thomas Read (1762-1837) | vers 1790                              | huile sur toile                  | 77 × 63 cm                               | Osterley Park and House, Londres                           | National Trust          |
|       | Portrait     | Thomas Reade | vers 1790                              | huile sur toile                  | 75 × 61 cm                               | Collection privée                                          | Catalogue Invaluable    |
|       | Religieux    | Saint Joaquim | avant 1791                             | huile sur toile                  |                                          | Bregenz, Vorarlberg museum                                 | Musée                   |
|       | Portrait     | Domenica Morghen en muse de la Tragédie et Maddalena Volpato en muse de la Comédie (Tragédie et Comédie)                                        | 1791                                   | huile sur toile                  | 127 × 161 cm                             | Musée national de Varsovie                                 |                         |
|       | Portrait     | Giovanni Volpato | 1790-1799                              | huile sur toile                  | 64 × 53 cm                               | Collection privée                                          | Catalogue Artnet        |
|       | Portrait     | Domenica Volpato fille du graveur Giovanni Volpato                                                                                              | 1791                                   | huile sur toile                  | 67 × 56 cm                               | Museo Borgogna, Verceil                                    | Musée                   |
|       | Portrait     | Portrait d'Helena née Stadnicka en vestale romaine                                                                                              | vers 1791                              | huile sur toile                  |                                          | Musée national de Varsovie                                 | Instagram               |
|       | Portrait     | Portrait de la princesse Giuliana Pubblicola Santacroce en Lucrèce                                                                              | 1791                                   | huile sur toile                  | 92 × 80 cm                               | Palais Łazienki, Varsovie                                  | Palais                  |
|       | Mythologie   | Cupidon et Psyché | 1792                                   | huile sur toile                  | 215 × 164 cm                             | Kunsthaus Zürich                                           | Musée                   |
|       | Allégorie    | Autoportrait au confluent de la Musique et de la Peinture Première version                                                                      | 1792                                   | huile sur toile                  | 151 × 212 cm                             | Moscou, Musée Pouchkine                                    | Akg Images              |
|       | Portrait     | Baron Gustaf Adolf Reuterholm | 1792                                   | huile sur toile                  | 137 × 108 cm                             | Nationalmuseum, Stockholm                                  | Musée                   |
|       | Portrait     | Thomas Noel-Hill, 2e baron Berwick d'Attingham (1770-1832)                                                                                      | 1793                                   | huile sur toile                  | 220 × 143 cm                             | Attingham Park, Shropshire                                 | National Trust          |
|       | Portrait     | Georgiana, duchesse du Devonshire | 1793                                   | huile sur toile                  |                                          | Stansted Park, Chichester (Royaume-Uni)                    |                         |
|       | Histoire     | Agrippine pleure sur l'urne de Germanicus | 1793                                   | huile sur toile                  |                                          | Düsseldorf, Museum Kunstpalast Dépôt au Musée du Voralberg | Musée                   |
|       | Portrait     | Comtesse Anna Aleksandrovna Chernysheva et sa fille Ekaterina Ivanovna Vadkovskaya devant son père le comte I.G. Tchernyshev en buste de marbre | 1793                                   | huile sur toile                  |                                          | Musée historique d'État de Moscou                          |                         |
|       | Portrait     | Ellis Cornelia Knight membre de l'Académie royale suédoise des Beaux-Arts                                                                       | 1793                                   | huile sur toile                  | 96 × 80 cm                               | Manchester Art Gallery                                     | ArtUK                   |
|       | Mythologie   | Euphrosyne se plaignant à Vénus de la blessure causée par le dard de Cupidon                                                                    | 1793 Exposé à la Royal Academy en 1796 | huile sur toile                  | 246 × 165 cm                             | Attingham Park, Shropshire                                 | National Trust          |
|       | Autoportrait | Autoportrait de l'artiste hésitant entre les arts de la musique Deuxième version                                                                | 1794                                   | huile sur toile                  | 180 × 249 cm                             | Nostell Priory, West Yorkshire                             | National Trust          |
|       | Mythologie   | Bacchus et Ariane | 1794                                   | huile sur toile                  | 246 × 165 cm                             | Attingham Park, Shropshire                                 | National Trust          |
|       | Portrait     | Portrait de la virtuose impromptue Teresa Bandettini Landucci de Lucques (1763-1837)                                                            | 1794                                   | huile sur toile                  | 127 × 102 cm                             | Museum Kunstpalast, Düsseldorf                             | Musée                   |
|       | Portrait     | Phryné séduit le philosophe Xénocrate | 1794                                   | huile sur toile                  | 43 × 47 cm                               | Collection privée Vente Christie's 2002                    | Catalogue Christie's    |
|       | Portrait     | Praxitèle donnant à Phryné sa statue de Cupidon                                                                                                 | 1794                                   | huile sur toile                  | 43 × 49 cm                               | Rhode Island School of Design Museum                       | Musée                   |
|       | Histoire     | Egerie remettant à Numa Pompilius son bouclier                                                                                                  | 1794                                   | huile sur toile                  | 43 × 47 cm                               | Collection privée Vente Christie's 2002                    | Catalogue Christie's    |
|       | Histoire     | Pyrrhus enfant implorant l'asile auprès du roi Glaucias                                                                                         | 1795                                   | huile sur toile                  | 145 × 193 cm                             | Musée des Beaux-Arts de Budapest                           | Musée                   |
|       | Portrait     | Trois chanteuses | 1795                                   | huile sur toile                  |                                          | Bündner Kunstmuseum, Coire (Suisse)                        | Musée                   |
|       | Portrait     | Portrait de femme à sa toilette | 1795                                   | huile sur toile                  | 131 × 103 cm                             | Musée des Beaux-Arts de Budapest                           | Musée                   |
|       | Religieux    | Le Christ et la Samaritaine à la fontaine | 1796                                   | huile sur toile                  | 123 × 158 cm                             | Munich, Neue Pinakothek                                    | Musée                   |
|       | Portrait     | Louise de Brandebourg-Schwedt, duchesse d'Anhalt-Dessau                                                                                         | 1796                                   | huile sur toile                  | 77 × 65 cm                               | Kulturstiftung Dessau-Wörlitz, Dessau-Roßlau               | National museum digital |
|       | Portrait     | Monsignor Giuseppe Spina (1756–1828) | 1798                                   | huile sur toile                  | 95 × 80 cm                               | Metropolitan Museum of Art, New York                       | Musée                   |
|       | Portrait     | Portrait d’Augustin de Lespinasse (1737-1816)                                                                                                   | 1798                                   | huile sur toile                  |                                          | Musée de l'Armée (Paris)                                   |                         |
|       | Portrait     | Allégorie chrétienne | 1798                                   | huile sur toile                  | 154,5 × 121,5 cm                         | musée des beaux-arts de Brest                              | Rmn et Ouvrage          |
|       | Portrait     | Portrait d'Henri Reboul | 1798-1799                              | huile sur toile                  | 142 × 110 cm                             | Collection privée, famille Reboul                          | [ 3 ]                   |
|       | Portrait     | Anna Escher von Muralt | vers 1800                              | huile sur toile                  | 110 × 86 cm                              | Musée du Prado, Madrid                                     | Musée                   |
|       | Portrait     | Homme barbu avec un turban regardant vers le haut, dite "Tête turque"                                                                           | vers 1800                              | huile sur toile                  |                                          | Bregenz, Musée du Vorarlberg                               | Musée                   |
|       | Portrait     | Vieil homme en prière avec une barbe | vers 1800                              | huile sur toile                  |                                          | Bregenz, Musée du Vorarlberg                               | Musée                   |
|       | Portrait     | Wojciech Męciński | vers 1800                              | huile sur toile                  | 66 × 56 cm                               | Musée national de Varsovie                                 | Musée                   |
|       | Portrait     | Autoportrait | vers 1802                              | huile sur toile                  |                                          | Museum Schwarzenberg                                       | Musée                   |
|       | Portrait     | Princesse Franziska von Kaunitz-Rietberg née Ungnad, comtesse von Weissenwolff (1773-1859)                                                      | 1805                                   | huile sur toile                  | 77 × 65 cm                               | Collection privée Vente 2012                               | Catalogue Mutualart     |
|       | Portrait     | Portrait de Louis, prince héritier de Bavière                                                                                                   | 1807                                   | huile sur toile                  | 225 × 147 cm                             | Munich, Neue Pinakothek                                    | Musée                   |

## Dates non documentées
| Image | Thème      | Titre                                                                              | Date | Technique        | Dimensions            | Lieu de Conservation                     | Référence            |
| ----- | ---------- | ---------------------------------------------------------------------------------- | ---- | ---------------- | --------------------- | ---------------------------------------- | -------------------- |
|       | Biblique   | Jephté et sa fille                                                                 |      | huile sur pierre | 52 × 62 cm            | Musée de l'Ermitage, Saint-Petersbourg   | Musée                |
|       | Portrait   | Barbara St. Jhn Bletsoe, Comtesse de Coventry                                      |      | huile sur toile  | 131 × 119 cm          | musée d'Art de l'université de Princeton | Musée                |
|       | Mythologie | Thésée et Ariane                                                                   |      | huile sur toile  | 95 × 80 cm avec cadre | Collection privée Vente Dorotheum 2020   | Catalogue Dorotheum  |
|       | Portrait   | Antonio Pietro Zucchi (1726-1795) mari de l'artiste                                |      | huile sur toile  | 20 × 16 cm ovale      | Collection privée Vente Christie's 2008  | Catalogue Christie's |
|       | Portrait   | Jemima Ord (d.1812)                                                                |      | huile sur toile  | 127 × 102 cm          | National Trust Vente Christie's 2006     | Catalogue Christie's |
|       | Portrait   | Stanisław Poniatowski (1754–1833)                                                  |      | huile sur toile  | 144 × 104 cm          | Société des amis des sciences, Poznań    | Bibliothèque         |
|       | Mythologie | Flora                                                                              |      | huile sur toile  | 76 × 63 cm            | Collection privée Vente Sotheby's 2018   | Catalogue Sotheby's  |
|       | Mythologie | Sappho inspirée par l'amour                                                        |      | huile sur toile  | 71 × 89 cm            | Collection privée                        | Bridgeman Images     |
|       | Mythologie | Barbara St. John Bletsoe, comtesse de Coventry                                     |      | huile sur toile  | 131 × 119 cm          | musée d'Art de l'université de Princeton | Musée                |
|       | Portrait   | Robert Stearne Tighe (1760-1835) de Mitchellstown, Westmeath et sa femme Catherine |      | huile sur toile  | 94 × 80 cm            | Collection privée Vente Mutualart 2020   | Catalogue Mutualart  |